# S6G-reaktor
S6G-reaktor är en amerikansk typ av tryckvattenreaktor för ubåtsbruk, utvecklad av företaget General Electric. 
Reaktorn utvecklades vid Knolls Atomic Power Laboratory's Kesselring Site i West Milton, NY för att driva ubåtarna i Los Angeles-klassen.
Efter några år valde man att omkonstruera reaktorns härd och från och med USS Providence (SSN-719) är alla Los Angeles ubåtar byggda med den nya härden.
De ubåtar av Los Angeles klassen som inte byggts med den nya härden, utrustas med den vid ett planerat bränslebytet.
S6G betyder:
- S = Ubåtsplattform
- 6 = Tillverkarens sjätte generation reaktorhärd
- G = General Electric